# Petra Winter (Tiermedizinerin, 1966)
Petra Winter (* 17. Oktober 1966 in Steinbach, Niederösterreich) ist eine österreichische Veterinärmedizinerin und Hochschullehrerin. Von 2016 bis April 2025 war sie Rektorin der Veterinärmedizinischen Universität Wien (Vetmeduni Vienna).

## Leben
Petra Winter studierte nach der Matura ab 1984 Veterinärmedizin an der Veterinärmedizinischen Universität Wien, wo sie 1992 mit einer Dissertation über Abgangsursachen bei Schweinen in einem Zuchtbetrieb promovierte. Danach war sie als freiberufliche Tierärztin tätig. Ab 1994 war sie Universitätsassistentin an der II. Medizinischen Klinik und Leiterin der Arbeitsgruppe Eutergesundheit/Milchlabor an der Klinik für Wiederkäuer der Vetmeduni Vienna, wo sie sich 2003 im Bereich Interne Medizin und Seuchenlehre bei Klauentieren habilitierte und anschließend außerordentliche Professorin an der Klinik für Wiederkäuer wurde und von 2006 bis 2008 die Klinik für Schweine leitete. Bei der Agentur für Gesundheit und Ernährungssicherheit (AGES) leitete sie ab 2008 das Institut für Veterinärmedizinische Untersuchungen in Mödling, zuletzt war sie als stellvertretende Bereichsleiterin für die strategische Ausrichtung des Geschäftsbereichs Veterinärmedizin verantwortlich.
2010 wechselte sie als Vizerektorin für Lehre und klinische Veterinärmedizin zurück an die Vetmeduni Vienna. Im Mai 2016 wurde sie in Nachfolge von Sonja Hammerschmid zu interimistischen Rektorin bestellt, im Dezember 2016 wurde sie zur Rektorin gewählt. Im September 2019 wurde sie vom Universitätsrat in ihrem Amt bis 2025 bestätigt. Zu ihrem Nachfolger als Rektor der Vetmed ab dem 15. April 2025 wurde Matthias Gauly gewählt.
Seit 2005 ist sie Mitglied des European College of Bovine Health Management, seit 2006 Präsidentin der Österreichischen Gesellschaft für Tierärzte, seit 2008 Mitglied der Österreichischen Tierseuchenexpertengruppe und seit 2010 Expertin der Österreichischen Tierschutzkommission. Im Mai 2024 wurde sie zur Präsidentin der European Association of Establishments for Veterinary Education (EAEVE) gewählt.
Für besondere wissenschaftliche Leistungen in der Milch- und Molkereiwirtschaft wurde sie mit dem Hermann-Zittmayr-Preis ausgezeichnet, 2005 und 2006 erhielt sie die Auszeichnung Teacher of the Year.